# Knorringiet
Het mineraal knorringiet is een magnesium-chroom-silicaat met de chemische formule Mg3Cr2(SiO4)3. Het nesosilicaat behoort tot de granaatgroep.

## Eigenschappen
Het groene tot blauwgroene knorringiet heeft een glasglans, een witte streepkleur en het mineraal kent geen splijting. De gemiddelde dichtheid is 3,756 en de hardheid is 6 tot 7. Het kristalstelsel is isometrisch en het mineraal is niet radioactief.

## Naamgeving
Het mineraal knorringiet is genoemd naar Oleg Von Knorring van de universiteit van Leeds.

## Voorkomen
Het mineraal knorringiet is een granaat en komt als zodanig met name voor in metamorfe gesteenten van hoge temperatuur en druk. Verder komt het voor in kimberlieten.